# Plymouth Barracuda

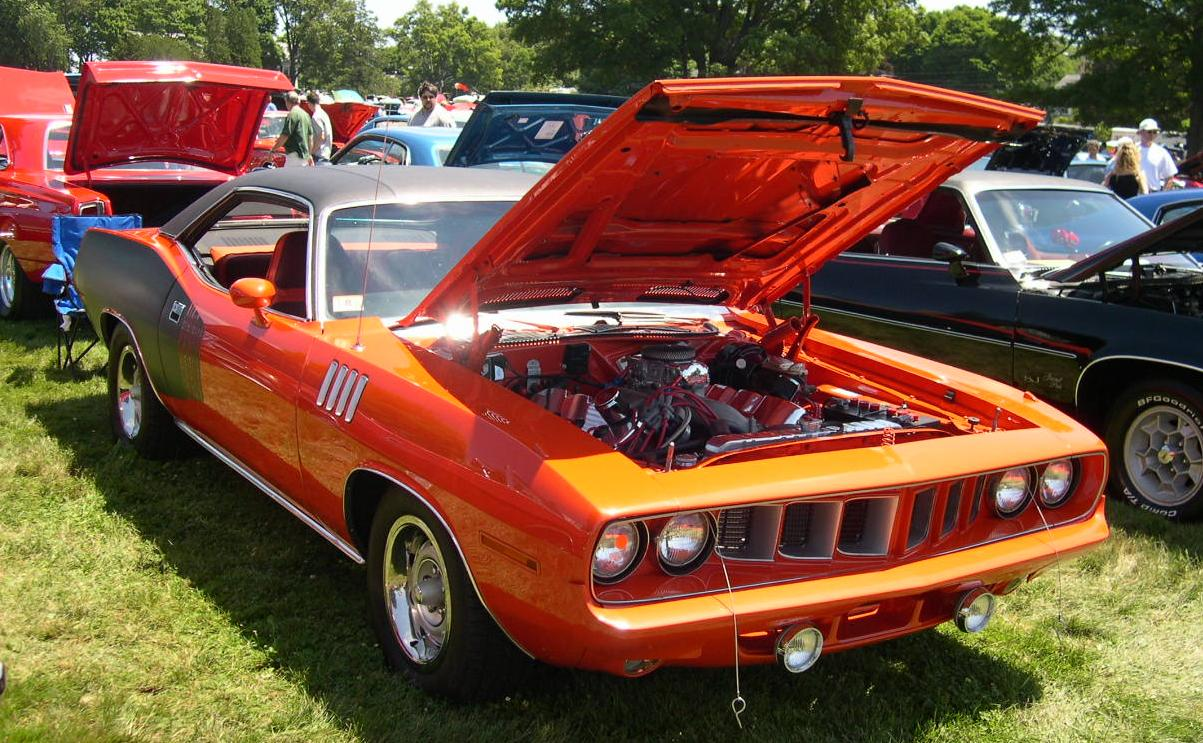
Plymouth Hemi 'Cuda

El Plymouth Barracuda o 'Cuda va ser un compact/mid-size de 2 portes fabricat per Plymouth durant els anys 1964 a 1974. El 'Cuda usa la plataforma "Chrysler A", usada en el Dodge Dart. Es considera el primer pony car perquè va sortir 2 setmanes abans del Ford Mustang, encara que s'atribueix aquest títol al Mustang per la seva popularitat.

## Primera generació (1964-1966)
La primera generació del Barracuda de disseny tipus fastback va popularitzar-se per l'enorme vidre posterior que portava. Els motors que equipava eren els mateixos que el Plymouth Valiant equipava: Els "slant 6" de 2.8L (170 in³) de 101 cv i 3.7L (225 in³) de 145 cv, i un 4.5L (273 in³) V8 de 180 cv, aquests dos últims com a opció.
Posteriorment el 2.8L va ser suprimit, deixant el 3.7L (225 in³) i el 4.5L (273 in³) com a úniques opcions mecàniques.

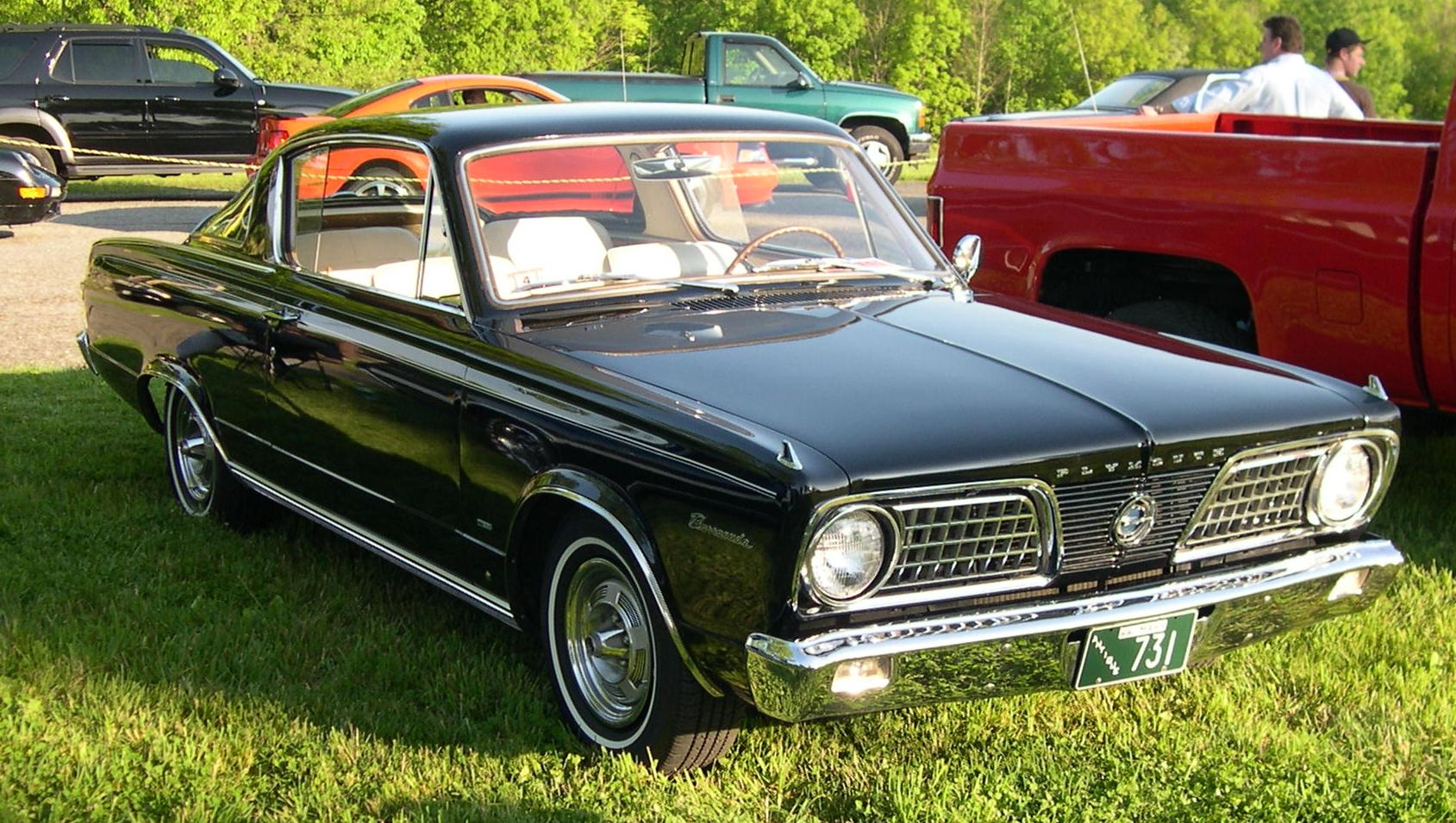
Plymouth Barracuda del 1966

El 1965 s'introdueixen novetats com el V8 4.5L (273 in³) Commando de 235 cv amb un carburador de quàdruple cos i una actualització en les suspensions, rodes, pneumàtics i un tacòmetre.
El 1966 el Barracuda rep un nou disseny posterior i un restyling a l'interior, fent-lo fàcilment distingible de les versions del 1964 i 1965. L'emblema roig i blau "V" de Valiant se substitueix per un emblema on surt el peix Barracuda. Altres, com un para-xocs redissenyats i una graella frontal nova que li dona un aspecte més agressiu.
Alguns col·leccionistes consideren el Barracuda del 1966 com un model únic, una rara-avis.
El Barracuda influenciarà a altres models, per exemple, el Sunbeam Rapier fastback coupé de 1967 és una emulació del Barracuda del 1964-1966.

## Segona generació (1967-1969)
El model del 1967 segueix usant la mateixa plataforma "Chrysler A", però redissenyada completament. A més del fastback, apareix una versió descapotable (convertible) i una altra notchback, coupé de 2 portes. Per diferenciar les diferents versions del Barracuda durant aquesta segona generació, cal fixar-se en el disseny dels intermitents laterals: El model de 1967 no en té, el de 1968 té uns de petits de mida circular i el de 1969 els té de forma més rectangular.
Com que el grup de pony cars estava en alça, Plymouth va començar a revisar les opcions mecàniques del Barracuda, que venien a ser les del Plymouth Road Runner que no pas les del Valiant que fins ara havia usat. El motor base era el 3.7L (225 in³), però en opció havia el V8 4.5L (273 in³) de carburador de doble cos i 180 cv, el Commando de 235 cv amb un carburador de quàdruple cos i finalment, el V8 6.3L (383 in³) Motor Chrysler B 383. Per al 1968 un V8 5.2L (318 in³) (substitueix a l'anterior V8 4.5L) i un V8 5.6L (340 in³) amb carburador de quàdruple cos i finalment un V8 7.2L (440 in³) Motor Chrysler RB 440 disponible el 1969. Va haver una edició limitada de 50 Super-Stock, no homologats per circular, amb motor Hemi (i també 50 Darts) construïts el 1968 per les drag racing.

## Tercera generació (1970-1974)

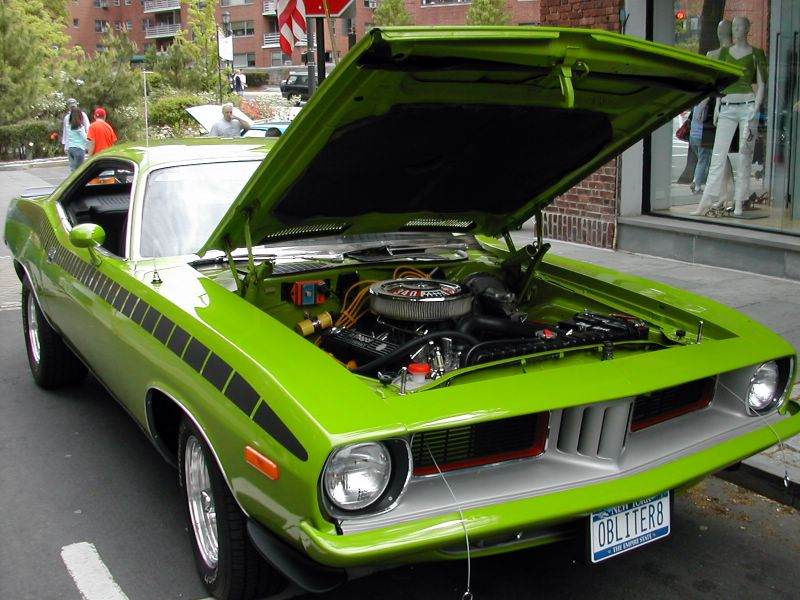
Plymouth 'Cuda del 1972 amb motor 340 in³

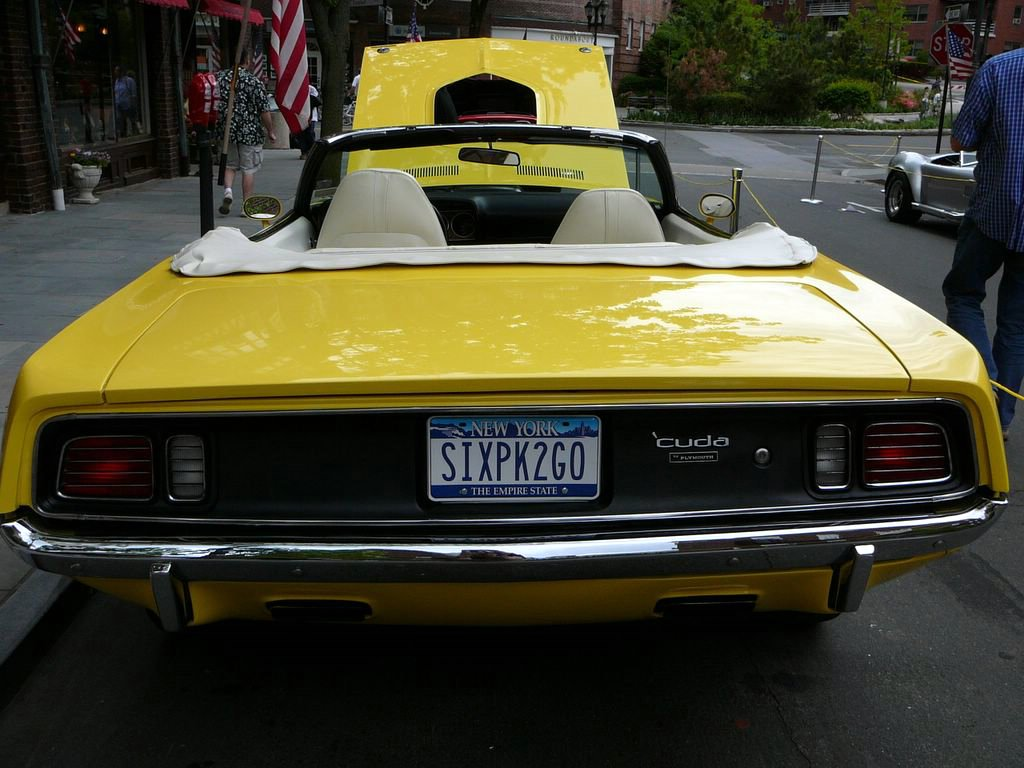
Plymouth 'Cuda del 1971

En aquesta generació s'estrena el nom de 'Cuda, que s'usava per etiquetar la versió d'altes prestacions del Barracuda. Es suprimeix la versió fastback però es manté el coupé de 2 portes i el descapotable. El disseny del cotxe és més agressiu, a causa de la influència del Chevrolet Camaro i sobretot perquè estrena un nou xassís, derivat del "Chrysler B": La Chrysler E, que comparteix amb el Dodge Challenger encara que aquest Dodge tenia la batalla lleugerament més llarga que la del Plymouth. Aquest nou xassís tenia major espai per instal·lar motors de major cubicatge com el 7.0L (426 in³) motor Hemi.
Amb el V8 7.2L (440 in³) Motor Chrysler RB 440 i el motor Hemi les prestacions del 'Cuda van esdevenir llegendàries. El quart de milla el recorrien en 13,7s @ 103 mph (165,7 km/h) i 13,4s @ 108 mph (173,8 km/h). Aquests motors eren fàcilment modificables per baixar els temps a 12s.
Per al 1971 els Barracuda van canviar lleugerament alguns detalls. Mecànicament el 7.2L (440 in³) passa a tenir un carburador de sèxtuple cos, el 7.0L Hemi es manté, i el Barracuda descapotable amb motor Hemi passa a considerar-se com un dels cotxes més desitjats pels col·leccionistes d'automòbils.
Els Barracuda de 1970 i 1971 es van oferir 2 opcions: el capó "shaker" i el "Spicer Dana 60". El primer era disponible per als motors 5.6L (340 in³), 6.3L (383 in³), 7.2L (440 in³) de carburador de quàdruple i sèxtuple cos i el 7.0L (426 in³) Hemi; per al segon, només la versió amb caixa manual del 7.2L (440 in³) sèxtuple i el 7.0L (426 in³) Hemi; per aquests existia l'opció de caixa automàtica.
Després d'un petit restyling amb el frontal i les llums posteriors, el Barracuda de 1972 es mantindrà igual fins al 1974. Però, com els altres pony cars, el Barracuda va anar disminuït la potència a causa de les estrictes lleis d'emissions. El 1972 el 5.6L (340 in³) de carburador de quàdruple cos va ser l'opció més potent. Un 5.8L (360 in³) va estar disponible fins al 1974. Les noves normes sobre seguretat van obligar a modificar el disseny del Barracuda del 1973 i 1974, però la crisi del petroli va provocar el final de la producció del Barracuda.
Malgrat que avui dia la tercera generació del Barracuda sigui preuada pels col·leccionistes és cert que el Barracuda no va tenir l'èxit que van tenir els productes de Ford Motor Company i General Motors.

## Cultura popular
Aparicions en pel·lícules
- A The Wraith, Skank i Gutterboy conduïen un Barracuda del 1966.
- A Highwaymen, Jim Caviezel conduïa un Barracuda del 1968.
- A Phantasm (film), Jody condueix un Barracuda coupé de color negre del 1971.
- A Phantasm III, Reggie té un Barracuda descapotable de color negre del 1970.
- A Harry Barrington, el dibuix animat.
- A Cars, Snot Rod és un 'Cuda modificat de color taronja del 1970.
- A Gone In 60 Seconds, El cotxe "Shannon" núm. 37, és un 1971 Hemicuda.

Aparicions televisives
- Nash Bridges (1996-2001): 5 Barracudas del 1970, 1971 i un 1973 amb aspecte de Hemicuda descapotables.[1]
- Megas XLR (2004-2005): Un Barracuda descapotable de color vermell va ser usat per Coop.
- Brady Bunch (1971-1972): Un Barracuda descapotable de color blau cel va ser el cotxe de Mike Brady.
- The Doris Day Show: Doris Day podria estar conduint un Barracuda descapotable de color vermell púrpura tenyit amb marró.
- Mannix (1970-1972): Un Barracuda descapotable.
- A Poker Face (2023-) és el cotxe que porta ka protagonista.

Aparicions en videojocs
- Al Gran Turismo 2, un Plymouth Barracuda pot ser comprat i conduït.
- Al Gran Turismo 4, un Plymouth Barracuda pot ser comprat.
- Al Interstate '76, un Barracuda de color negre-taronja és conduït pel protagonista, Groove Champion. Se'l anomena "Picard Piranha" al joc.
- Al Need for Speed: Carbon, un Plymouth Barracuda pot ser conduït i modificat.
- Al Need for Speed: High Stakes, un Plymouth Barracuda de 1970 pot ser descarregat de NFSCars i afegir-se al joc.